# Mátray László (színművész)
Mátray László (Kézdivásárhely, 1976. október 23. –) Jászai Mari-díjas magyar színművész.

## Életpályája
Középiskolai tanulmányait a Mikes Kelemen Líceumban végezte el 1995-ben. Ezt követően felvételt nyert a marosvásárhelyi Szentgyörgyi István Színművészeti Intézetbe, ahol 1999-ben végzett. A diploma szerzés után a Sepsiszentgyörgyi Tamási Áron Színházhoz szerződött, amelynek máig tagja. 2013-tól rendszeresen vendégszerepel a budapesti Nemzeti Színházban, ahol Vidnyánszky Attila és Zsótér Sándor rendezéseiben láthattuk. A színészi munkája elismeréséül 2016-ban Jászai Mari-díjjal tüntették ki.

## Filmszerepei
- Fény hull arcodra (r. Gulyás Gyula, 2001)
- Előre! (r. Erdélyi Dániel, 2001)
- Varga Katalin balladája (r. Peter Strickland, 2009)
- Stambuch (r. Mészáros Péter, 2009)
- Blood Creek (r. Joel Schumacher, 2009)
- The Human Resources Manager (r. Eran Riklis, 2010)
- Kojot (r. Kostyál Márk, 2017)
- Egy herceg és egy fél (r. Ana Lungo, 2018)
- Valan – Az angyalok völgye (r. Bagota Béla, 2019)
- Seveled (r. Orosz Dénes, 2019)
- Hab (r. Lakos Nóra, 2020)
- Éjjeli őrjárat (r. Demian Iosif, 2021)[2]
- Attila, Isten ostora (r. Vidnyánszky Attila, 2022)
- Nyugati nyaralás (r: Tiszeker Dániel, 2022)
- Emma és a halálfejes lepke (r: Iveta Grofova, 2024)
- Véletlenül írtam egy könyvet (r: Lakos Nóra, 2025)
- Hunyadi (2025)

## Díjai, elismerései
- Kaszás Attila-díj (2010)
- Őze Lajos-díj (2013)[3]
- Jászai Mari-díj (2016)
- Magyar Filmkritikusok Díja – Legjobb férfi epizódszereplő (2018)